# Верен-Тюэллен
Верен-Тюэллен (фр. Veyrins-Thuellin) — коммуна во Франции, находится в регионе Рона — Альпы. Департамент коммуны — Изер. Входит в состав кантона Морстель. Округ коммуны — Ла-Тур-дю-Пен.
Код INSEE коммуны — 38541. Население коммуны на 2007 год составляло 1760 человек. Населённый пункт находится на высоте от 204  до 322  метров над уровнем моря. Муниципалитет расположен на расстоянии около 440 км юго-восточнее Парижа, 60 км восточнее Лиона, 55 км севернее Гренобля. Мэр коммуны — Жерар Гишер, мандат действует на протяжении 2001—2008 гг.
Динамика населения (INSEE):